# Eilrad
Eilrad was een Friese hertog uit de middeleeuwse gouw Rüstringen.
In 793 voerde Eilrad samen met Unno,  een andere leider, de Wezerfriezen aan in hun opstand tegen het Frankische rijk van Karel de Grote. Deze opstand had tot gevolg dat de een deel van Friezen tijdelijk terugviel op hun oude heidense geloof. Christelijke zendelingen als Liudger werden op de vlucht gedreven en moesten een goed heenkomen vinden in het zuiden bij de Franken. Anders dan de grote opstand van de Friezen van 783-784 bleef deze opstand beperkt tot de meest oostelijke delen van Frisia en werd hij het jaar daarop neergeslagen.